# Gruppo Sportivo 58º Corpo Vigili del Fuoco 1941-1942
Questa voce raccoglie le informazioni riguardanti il Gruppo Sportivo 58º Corpo Vigili del Fuoco nelle competizioni ufficiali della stagione 1941-1942.